# Exochus posticus
Exochus posticus är en stekelart som beskrevs av Kusigemati 1983. Exochus posticus ingår i släktet Exochus och familjen brokparasitsteklar. Inga underarter finns listade i Catalogue of Life.